# Koos du Plessis
Koos du Plessis ( Rustenburg, 10 mei 1945 - Krugersdorp, 14 januari 1984) was een Zuid-Afrikaanse dichter en zanger, ook bekend als Koos Doep. Hoewel du Plessis kon rekenen op enthousiaste reacties door media en een groepje kenners, kent het grote publiek hem vooral vanwege andere artiesten die zijn werk hebben opgenomen. Laurika Rauch scoorde bijvoorbeeld haar eerste grote hit met Koos' Kinders Van Die Wind. In Zuid-Afrika was hij tijdens zijn leven in beperkte kring een icoon, maar door de culturele boycot is hij buiten zijn geboorteland onbekend gebleven. Koos wordt niet met de minsten vergeleken; hij zou de Zuid-Afrikaanse evenknie zijn van Bob Dylan, Leonard Cohen of Jacques Brel.

## Leven en werk
Jacobus Johannes du Plessis werd op 10 mei 1945 in Rustenburg geboren als jongste van vier kinderen. Na zijn studie Afrikaans en Geschiedenis gaat hij aan het werk als journalist en eindredacteur bij diverse kranten. Gedichten en liedjes schreef hij in de nachtelijke uren naast zijn werk. Met zijn compacte poëtische teksten en zorgvuldig gekozen melodieën bracht du Plessis kwaliteit in de Afrikaanstalige liedkunst. Zangeres Laurika Rauch bezorgde hem zijn eerste succes door alle records te breken met zijn lied "Kinders Van Die Wind", binnen twee maanden na verschijning zijn er 25.000 exemplaren van de single verkocht. Een ongehoorde prestatie voor een literair Afrikaanstalig lied. Na dit succes is Koos zijn eigen liedjes gaan opnemen. Bij leven verschijnen er drie lp’s, postuum verscheen een vierde. Het oeuvre mag klein zijn, de impact ervan is tot op de dag van vandaag merkbaar. Nog steeds zijn zijn liedjes evergreens die nog immer worden gecoverd door populaire artiesten. Andere artiesten die succesvoller waren met liedjes van du Plessis dan hijzelf zijn onder meer Amanda Strydom, Johannes Kerkorrel en Theuns Jordaan.
Gedichten van zijn hand zijn door Gerrit Komrij opgenomen in de door hem samengestelde bloemlezing van Afrikaanse poëzie.
Du Plessis kwam op 15 januari 1984 om het leven bij een auto-ongeluk, op steenworp afstand van zijn huis.

## Nederlandse aandacht
Het grote succes van Gert Vlok Nel in Nederland zorgt ervoor dat zijn ode aan Koos Doep, "Waarom Ek Roep Na Jou Vanaand", de nodige mensen op het spoor zet van deze grondlegger van de Afrikaanstalige liedkunst.
Hoewel er met enige regelmaat interesse is geweest vanuit Vlaanderen en Nederland in het werk van du Plessis, is zijn werk pas in 2010 voor het eerst in de Benelux verschenen. Die Land Van Blou Saffiere is een hardcover uitgave met biografie, liedteksten, achtergronden en compilatie van 20 liedjes. De originele opnamen zijn opnieuw gemasterd voor deze uitgave in de 'Tussen Kontinente'-serie.
In Groningen verschijnt Ofschaaid Zunder Woorden, een project waarin regionale artiesten Klaas Spekken en Wia Buze teksten van du Plessis zingen, vertaald naar het Gronings. Karla du Plessis, dochter van Koos, werkt aan dit project mee door een duet met Spekken te zingen.

## Discografie

### Albums
- Skadu's teen die muur (Zuid-Afrika, 1980)
- As Almal Ver Is (Zuid-Afrika, 1981)
- Herbergier (Zuid-Afrika, 1982)
- Vierde Horison (Zuid-Afrika, 1996)

#### Compilatie
- Die Land Van Blou Saffiere (Benelux, 2010)

#### Hommages
- Koos se plaat (Zuid-Afrika, 1984)
- Ofschaaid Zunder Woorden (Nederland, 2010)